# Acétyldihydrocodéine
 (août 2017).
Si vous disposez d'ouvrages ou d'articles de référence ou si vous connaissez des sites web de qualité traitant du thème abordé ici, merci de compléter l'article en donnant les références utiles à sa vérifiabilité et en les liant à la section « Notes et références ».
L'acétyldihydrocodéine est un dérivé de l'opioïde découvert en Allemagne en 1914 qui a notamment été utilisé comme un antitussif et un analgésique. Il n'est pas couramment utilisé. Puisque l'acétyldihydrocodéine a une plus grande lipophilie que la codéine, on peut prévoir que son effet est plus puissant et a une plus longue durée. Il a également une plus grande biodisponibilité que la codéine. L'acétyldihydrocodéine est utilisée en médecine dans certains pays tandis qu'elle est contrôlée ou interdite dans d'autres tels que l'Allemagne, l'Australie, le Canada et les États-Unis.